# Ralph Bakshi
Ralph Bakshi (Haifa, Palesztin Mandátum, 1938. október 29. –) amerikai filmrendező, animátor.

## Bakshi színrelép
Bakshi első két mozifilmje, a Fritz, a macska (Fritz the Cat) (1972), és a Csúcsforgalom (Heavy Traffic) (1973) az előtte gyerek, gyakran gyermeteg rajzfilmet felnőtté tette, és azonnal elérte, hogy vetítésüket korhatárossá tették. A hagyományos rajzfilmezés eszközeivel dolgozva e filmműfajban a szokásostól eltérő, gyökeresen más tematikához nyúlt: a nagyvárosi környezetet gyilkosan kegyetlen morbid humorral, szociografikusan ábrázolta.
Egy 1971-es, Los Angeles Times-nak adott nyilatkozatában közölte: „a tény, hogy felnőtt emberek pillangókat rajzolgatnak egy virágos mezőre, miközben amerikai gépek bombáznak Vietnámban és kölykök vonulnak az utcákon, az egyszerűen röhejes.”
Steve Krantz producerrel létrehozták a Bakshi Productionst, egy underground, szabadszellemű stúdiót, ami teret engedett a női, illetve a kisebbségi körökből származó animátoroknak. Emellett a fizetések is jóval magasabbak voltak, mint bármelyik másik stúdiónál. 1969-ben megalapult a Ralph’s Spot nevű divízió, ami Coca-Cola reklámokat, és a Max, the 2000 Year-Old Mouse című sorozatot készítette (ami egy tanító-nevelő rajzfilmsorozat az Encyclopædia Britannica finanszírozásában).
Bakshit ezek a projektek nem érdekelték, és valami személyeset szeretett volna alkotni. Ebből az elhatározásból született a Heavy Traffic, ami az utcai életről szólt. Krantz figyelmeztette Bakshit, hogy nem fognak támogatókat találni a filmhez a témája miatt.
Amikor Bakshi a Manhattan/St. Mark’s Place-en az East Side Book Store-ban nézelődött, kezébe akadt Robert Crumb műve, a Fritz, a macska. Bakshinak tetszett Crumb fanyar humorú szatírája, s ebből készült később a nagy sikerű film.
A Fritz, a macska volt az első animációs film, ami X-besorolást kapott az MPAA-tól (=csak felnőtteknek), és egyben ez lett minden idők legnyereségesebb független animációs filmje.

## Bakshi visszatér
Ralph Bakshi, a forradalmi Fritz a macska és az 1978-as Gyűrűk ura rendezője visszatért a rajzfilmiparba a nyolcvanas évek közepén. 1985-ben összeállt a fiatal, magyar származású, kanadai születésű animátorral, John Kricfalusival, és a legendás angol zenekarral, a Rolling Stones-szal hogy elkészítsen egy élőszereplős/animációs hibrid videóklipet a The Harlem Shuffle című számhoz, ami 1986 elején készült el. A film által összejött új stúdió, a Bakshi Animation következő projektje a rövid életű Mighty Mouse: The New Adventures volt. Bakshi több projekten is dolgozott, de legnagyobb műve, az 1992-es Cool World nem váltotta be a hozzá fűzött reményeket. 2005-ben Bakshi bejelentette, hogy egy új egész estés filmen dolgozik, a Last Days of Coney Island-en, amit ő maga finaniszíroz.

## Filmográfia (válogatás)
- 1972: Fritz, a macska (Fritz the Cat)
- 1973: Csúcsforgalom (Heavy Traffic)
- 1974: Coonskin
- 1977: Varázslók (Wizards)
- 1977: A Gyűrűk Ura (The Lord of the Rings)
- 1980: American Pop
- 1982: Hey Good Lookin’
- 1983: Tűz és jég (Fire and Ice)
- 1989: Dr. Seuss’ The Butter Battle Book (TV-film)
- 1992: Huncut világ (Cool World)
- 1994: Cool and the Crazy (TV-film)